# Eisenbahnunfall von Suffolk

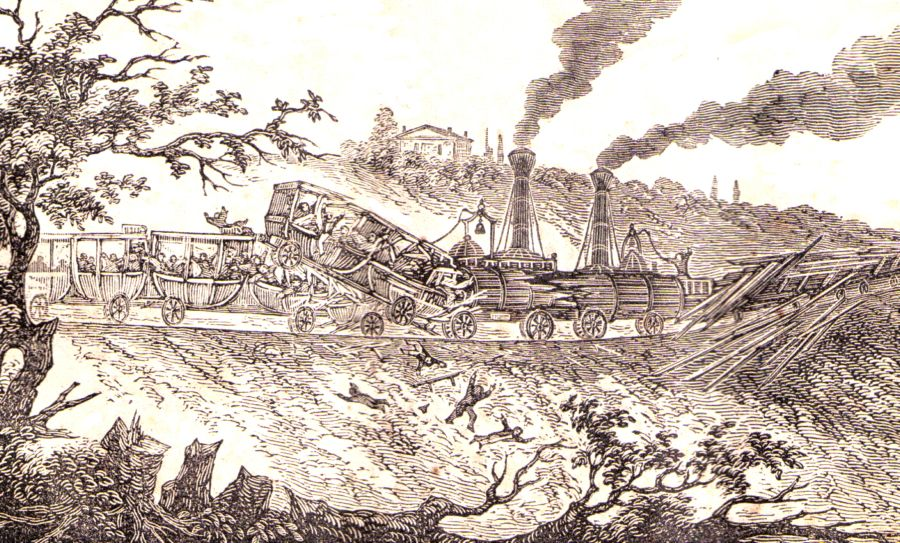
Zusammenstoß der beiden Züge

Beim Eisenbahnunfall von Suffolk stießen am 11. August 1837 bei Suffolk, Virginia, USA zwei Züge frontal zusammen. Es war der erste Frontalzusammenstoß zweier Züge mit Todesopfern in der Eisenbahngeschichte.

## Gegebenheiten
Die Strecke war eingleisig. Eine Zugsicherung bestand nicht. Es wurde auf Sicht gefahren und über Kreuzungsgleise entgegenkommenden Zügen ausgewichen. Die Unfallstelle lag auf einem etwa zwölf Meter hohen Damm, der in einen Geländeeinschnitt und zugleich in eine Kurve mündete. Ein aus Portsmouth kommender fahrplanmäßig verkehrender Personenzug, der 13 Personenwagen mit sich führte und mit etwa 200 Reisenden besetzt war, näherte sich über den Damm dem Einschnitt. Zugleich kam aus der Gegenrichtung und aus einem Gefälle ein außerplanmäßig verkehrender Güterzug mit 15 Güterwagen, die mit Holz beladen waren.

## Hergang
Während es dem Lokomotivführer des Personenzugs noch gelang, seinen Zug mit einer Notbremsung zum Stehen zu bringen, gelang das dem Güterzug nicht mehr. Einige Reisende, die den Unfall kommen sahen, sprangen noch aus den Wagen, bevor es zum Zusammenstoß kam. Sie stürzten den Damm hinunter. Bei dem Zusammenstoß wurden die drei ersten Wagen des Personenzugs, die hinter dessen Lokomotive liefen, ineinander geschoben und zertrümmert, wobei die Wagen auf dem Damm liegen blieben. Dabei starben drei Reisende und Dutzende Verletzte waren zu beklagen.

## Untersuchung
Das Untersuchungsergebnis gab dem Zugpersonal des Güterzugs die Schuld an dem Unfall. Ihm wurde grobe Fahrlässigkeit vorgeworfen. Er sei zu schnell gefahren und habe nicht beachtet, dass der planmäßige Personenzug sich ebenfalls auf der Strecke befand.